# Cornforth
Cornforth – wieś w Anglii, w hrabstwie Durham. Leży 9 km na południowy wschód od miasta Durham i 367 km na północ od Londynu.